# 1829 w literaturze
Wydarzenia literackie w 1829 roku.

## Wydarzenia
- 5 maja – uroczyste otwarcie Biblioteki Raczyńskich w Poznaniu
- w połowie maja Adam Mickiewicz opuścił Imperium Rosyjskie i udał się na emigrację
- 23 lipca – w Mount Vernon w USA opatentowano po raz pierwszy maszynę do pisania skonstruowaną przez Williama Burta
- Louis Braille opracował alfabet dla niewidomych, nazwany później alfabetem Braille’a; w 1829 r. wydał pierwszą książkę napisaną tym systemem w języku francuskim: Procédé pour écrire les paroles, la musique et le plain-chant au moyen de points, à l’usage des aveugles et disposés pour eux, par Louis Braille, répétiteur à l’institution Royale des Jeunes Aveugles
- ukazało się pierwsze wydanie pierwszego tomu Encyclopedia Americana

## Nowe książki
- polskie
  - Adam Mickiewicz – Farys
  - Juliusz Słowacki:
    - Hugo (wydany w 1830)
    - Mindowe (dramat)
- zagraniczne
  - Edward Bulwer-Lytton – Devereux
  - Honoré de Balzac:
    - Szuanie (Les Chouans)
    - Dom pod kotem z rakietką (La Maison du chat-qui-pelote - wydana w 1830 r.)

  - Nikołaj Gogol – Hans Kuchelgarten (Ганц Кюхельгартен)
  - Catherine Gore – Romances of Real Life
  - Wilhelm Karl i Jacob Ludwig Karl Grimmowie – Die deutsche Heldensage
  - Victor Hugo – Ostatni dzień skazańca (Le Dernier Jour d'un condamné)
  - Washington Irving – Chronicles of the Conquest of Granada
  - George Payne Rainsford James – Richelieu
  - Alphonse de Lamartine –  Harmonies poétiques et religieuses (poezje)
  - Frederick Marryat – The Naval Officer
  - Prosper Mérimée – Chronique du règne de Charles IX
  - Julia Pardoe – Lord Morcar of Hereward
  - Thomas Love Peacock – The Misfortunes of Elphin
  - Charles-Augustin Sainte-Beuve – Vie, poésies et pensées de Joseph Delorme (poezje)
  - sir Walter Scott – Anna z Geierstein (Anne of Geierstein)
  - Henrik Wergeland, Skabelsen, mennesket og Messias
  - Michaił Zagoskin – Jurij Miłosławskij, czyli Rosjanie w 1612 roku („Юрий Милославский, или Русские в 1612 году”)

## Urodzili się
- 27 stycznia – Ján Botto, słowacki poeta romantyczny (zm. 1881)
- 18 marca – Mary Ann Harris Gay, amerykańska prozaiczka i poetka (zm. 1918)
- 14 (26) kwietnia – Grigorij Danilewski, rosyjski i ukraiński powieściopisarz, publicysta (zm. 1890)
- 1 maja – José de Alencar, brazylijski prawnik, polityk, mówca, powieściopisarz i dramaturg, przedstawiciel brazylijskiego romantyzmu (zm. 1877)
- 25 września – William Michael Rossetti, angielski krytyk i pisarz

## Zmarli
- 6 stycznia – Josef Dobrovský, czeski filolog, językoznawca, ksiądz i slawista (ur. 1753)
- 12 stycznia – Friedrich Schlegel, niemiecki poeta, krytyk literacki, językoznawca i filozof (ur. 1772)
- 11 lutego – Aleksandr Gribojedow, rosyjski dramatopisarz i dyplomata (ur. 1795)
- 23 lipca – Wojciech Bogusławski, aktor, dyrektor teatralny, reżyser, śpiewak, librecista, dramatopisarz, twórca polskiego teatru narodowego (ur. 1757)